# Umirajoči suženj
Umirajoči suženj je kip italijanskega renesančnega umetnika Michelangela. Nastal je med letoma 1513 in 1516 in naj bi služil kot druga figura, Uporni suženj, pri grobnici papeža Julija II. Je marmorna figura visoka 2,15 metra in je v pariškem Louvru.
Leta 1976 je umetnostni zgodovinar Richard Fly zapisal, da »predlaga trenutek, ko življenje kapitulira pred neizprosno silo mrtve snovi«. Charles Robertson pa v nedavnem znanstvenem delu z naslovom Suženj v evropski umetnosti razpravlja o Umirajočem sužnju v kontekstu resničnega suženjstva v Italiji v času renesanse. 
Štirinajst reprodukcij umirajočega sužnja krasi zgornje nadstropje policijske postaje 12. okrožja v Parizu.  Čeprav v slogu Art déco, sta stavbo leta 1991 zasnovala arhitekta Manuel Núñez Yanowsky in Miriam Teitelbaum.

## Opis in slog
Umirajočega sužnja v navpičnem in ne v vodoravnem položaju navdihuje umirajoči Niobid, ki je bil takrat v Rimu in je zdaj v Uffiziju. Suženj je prikazan v ohlapni pozi, s trakovi, ki mu prekrižajo prsni koš, komaj odmaknjeni od ene roke, medtem ko je leva roka upognjena, da podpira ohlapno padajočo glavo. Občutek, ki ga je moral sporočiti, je bil drsenje vzdolž stebra. Skozi počasno odvijanje udov telo daje idejo o prebujanju in vrnitvi k zavestni zavesti po spanju.
Ikonološki pomen obeh figur je verjetno povezan z motivom ujetnikov v rimski umetnosti, pravzaprav jih je Giorgio Vasari opredelil kot poosebitve provinc, ki jih je nadzoroval Julij II. namesto tega bi Condivi simbolizirali umetnost, ki je bila ujeta po papeževi smrti. Zlasti Umirajoči suženj, ki bi imel ob nogi skico opice, bi bil poosebitev slike, opredeljene kot ars simia naturae. Predlagane so tudi druge interpretacije filozofsko-simbolne narave ali povezane z umetnikovim osebnim življenjem in njegovimi mukami.
S slogovnega vidika temeljita na antičnih modelih, zlasti helenistični skulpturi, na primer skulpturi  Laokoontova skupina, odkriti leta 1506 in takrat v Michelangelovi lasti, pa tudi kiparskim frizom na slavolokih v Rimu in upodobitvah svetega Boštjana.